# ガラクトース-α-1,3-ガラクトース
ガラクトース-α-1,3-ガラクトース(Galactose-alpha-1,3-galactose)は、大部分の哺乳類の細胞膜に見られる炭水化物である。α galやGalili抗原としても知られる。GGTA1遺伝子を失ったヒトを含む霊長類では見られない。免疫系はこれを異物と認識し、異種反応性の免疫グロブリンMを生産し、移植後臓器拒絶反応を引き起こす。
抗α Gal免疫グロブリンGは、人体の中で最も広く存在するものの1つである。通常、生後6か月以内に始まる腸内細菌叢からの定期的な刺激は、循環する全ての免疫グロブリンGの約1％という非常に高い抗体力価を生み出す。またこの物質は、肉類に対する免疫グロブリンE特異的アレルギー反応への関与が指摘されている。このアレルギー反応に関する文献は多いものの、研究室内での試験と臨床での知見の間にはかなりの不一致があり、α Galの作用機構と関連試験にはまだ研究すべき点が残っていることを示唆している。最近の研究では、このアレルギーは、北アメリカのローンスターマダニ(Amblyomma americanum)やスウェーデンのオウシュウヒマシマメダニ(Ixodes ricinus)に噛まれることより誘導されることが示された。
分子から効率的に線状α gal末端を除去する細菌性α-ガラクトシダーゼが同定されている。これは、将来の異種移植の際に有益かもしれない。ヒトのα galに対する反応は、ワクチンアジュバントや傷の治癒の促進に役立つ。